# Mezőkovácsháza
Mezőkovácsháza [mezékováčháza] (rumunsky Căuăcihaz) je město ve východním Maďarsku v župě Békés, blízko rumunských hranic. Nachází se asi 39 km jihozápadně od Békéscsaby a je správním střediskem stejnojmenného okresu. V roce 2018 zde žilo 5 889 obyvatel. Podle údajů z roku 2001 zde byli 98 % Maďaři, 1% Romové a 1 % jiné národnosti (především Němci, Rumuni a Slováci).
Nejbližšími městy jsou Battonya, Medgyesegyháza, Mezőhegyes, Orosháza a Tótkomlós. Poblíže jsou též obce Kaszaper, Kunágota, Magyarbánhegyes, Nagybánhegyes a Végsegyháza.